# 库尔特·维雷斯
库尔特·维雷斯（瑞典語：Kurt Wires，1919年4月28日—1992年2月22日），芬兰男子皮划艇运动员。他曾代表芬兰参加1948年和1952年夏季奥林匹克运动会皮划艇比赛，共获得二枚金牌和一枚银牌。